# 夏帕克提·吾守尔
夏帕克提·吾守尔（1983年9月—），男，维吾尔族，新疆阿图什人（出生于新疆乌鲁木齐），中华人民共和国政治人物。清华大学精密仪器与机械系光学工程专业毕业，全日制博士研究生学历。2011年5月参加工作，2005年5月加入中国共产党。曾任阿克苏地区行署副专员，现任共青团中央书记处书记（挂职），全国青联副主席，新疆维吾尔自治区人民政府副秘书长、办公厅党组成员。